# Krupp KraWa

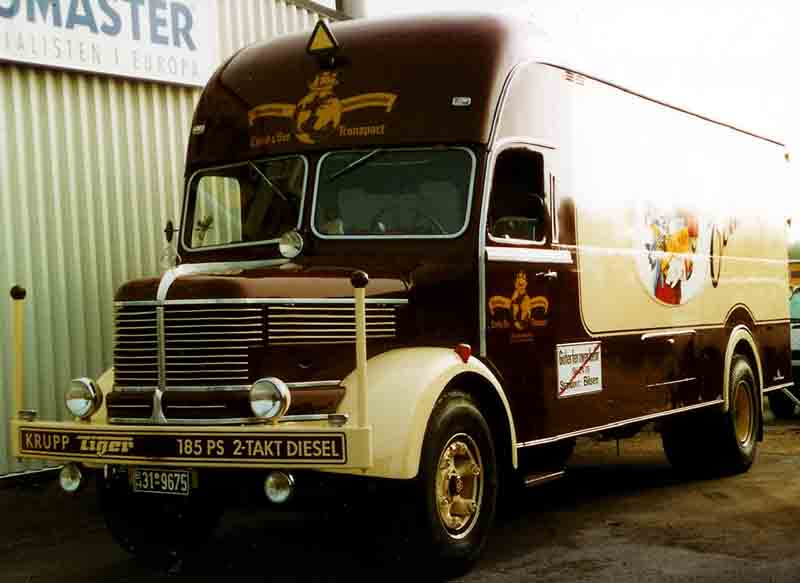
Krupp Tiger

De firma Fried. Krupp Motoren- und Kraftwagenfabriken, afgekort tot Krupp KraWa was een Duitse fabrikant van vrachtwagens en een dochteronderneming van Krupp. Het produceerde vrachtwagens met de merknamen Krupp en Südwerke.

## Geschiedenis
De oorsprong van de firma lag in de motorenbouw, iets waar het sinds eind 19e eeuw aan werkte. Na de Eerste Wereldoorlog mochten in Duitsland geen wapens geproduceerd worden en Krupp zag in de vrachtwagen een markt. Zo ontstonden in 1919 de eerste Krupp vrachtwagens.

### Südwerke

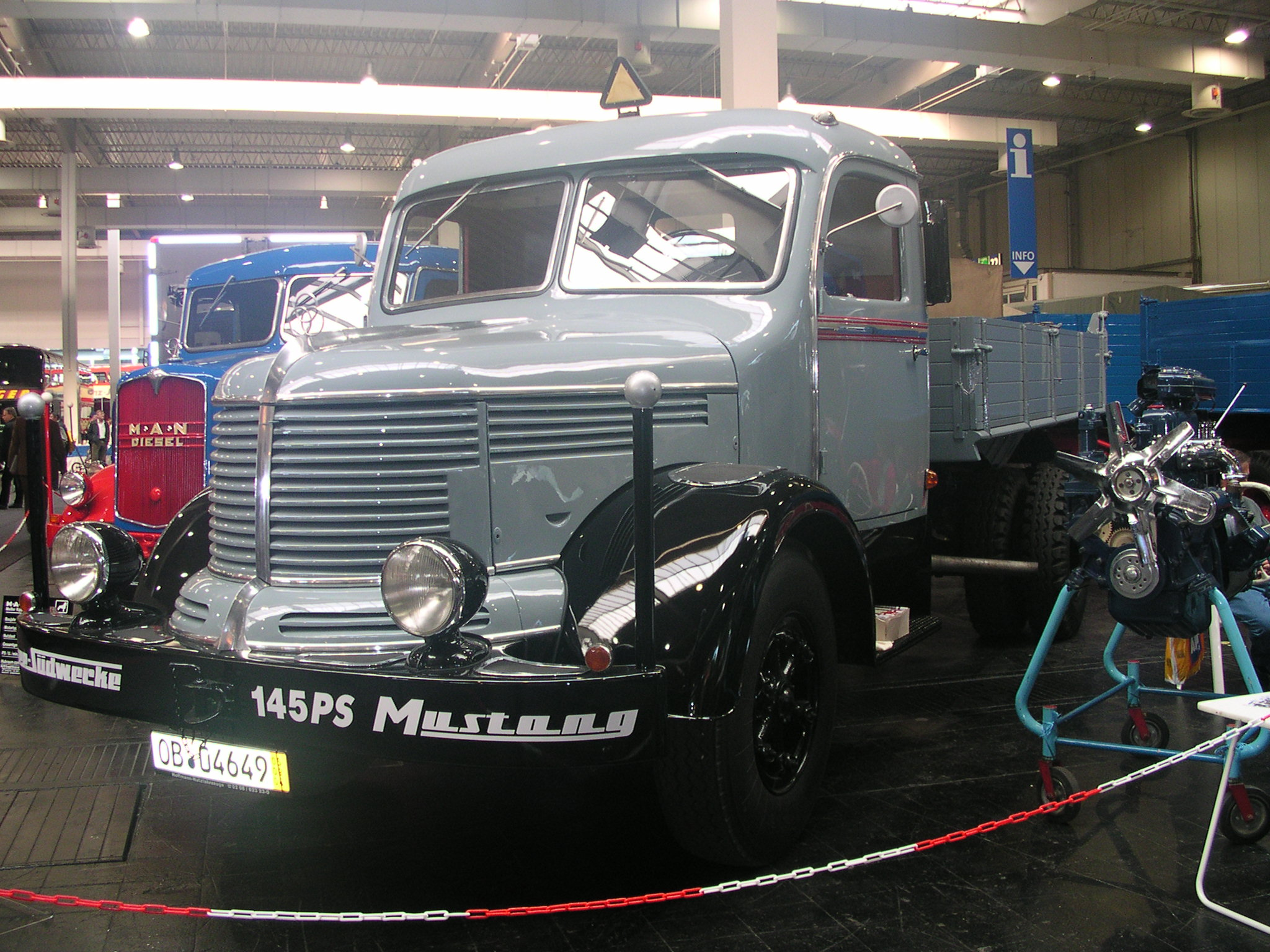
Krupp Mustang

Na de Tweede Wereldoorlog werd een tijdlang, tussen 1945 en 1954, de naam Südwerke gebruikt. De naam was ingegeven doordat de fabrieken zuidelijk van hoofdzetel Essen lagen, namelijk in Kulmbach, Bamberg en Nürnberg.

### Einde productie
Krupp gebruikte tweetaktdiesels van eigen fabricage, maar door teruglopende vraag besloot men viertaktdiesels te gaan inbouwen. Een mislukte samenwerking met Cummins zorgde voor een verdere daling en eind 1968 stopte de productie.

## Krupp Mobilkrane

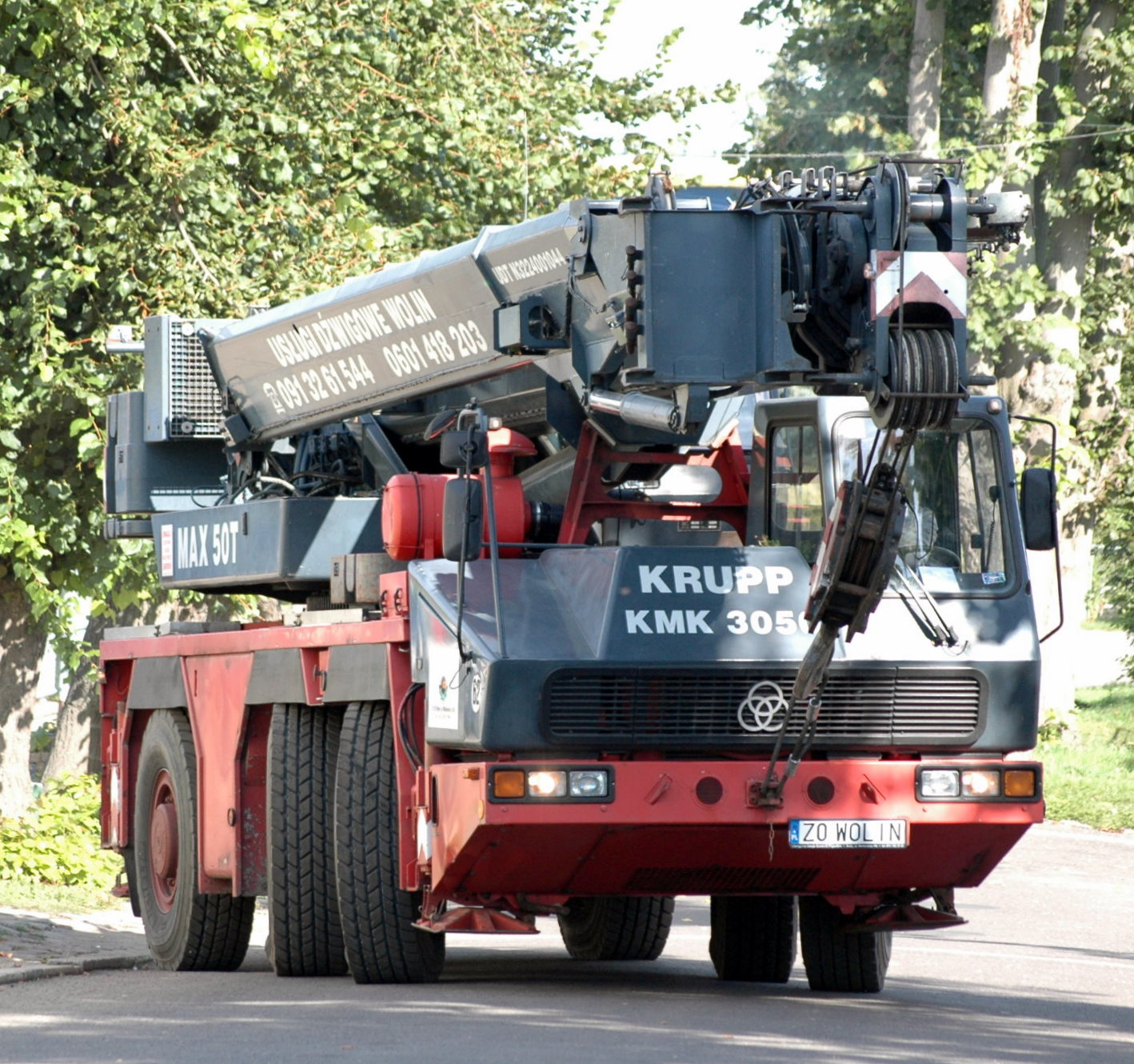
Krupp KMK 3050

Een andere zusterfirma van Krupp, Krupp-Ardelt maakte onder andere mobiele telescoopkranen in Wilhelmshaven, waardoor de merknaam Krupp nog wel op de straten te vinden was. Deze tak werd in de jaren '90 onderdeel van Grove. Grove werd overgenomen door Manitowoc. In Wilhelmshaven worden nog altijd mobiele telescoopkranen gebouwd.

## Trivia
Doordat Krupp een vrachtwagenmodel met de naam Mustang had, zag de Ford Motor Company zich genoodzaakt in Duitsland de Ford Mustang te hernoemen in Ford T5.